# Vrgada
Koordinati:   43°51′15″N, 15°30′01″E
Vrgada je majhen otok z istoimenskim naseljem, v Severni Dalmaciji (Hrvaška).

## Geografija
Otok, na katerem stoji svetilnik, leži v severni Dalmaciji jugovzhodno od Pašmana. Severozahodno od Vrgade se nahaja otok Pašman, na jugovzhodu Murter, jugozahodno od otoka pa se nahajajo Kornati. Površina otoka je 2,31 km², dolžina obale meri 9,188 km. Najvišji vrh je 113 m visoki Srabljevac.
Med dvema nizoma paralelnih gričev leži plodna dolina, katere konca se zaključujeta v morju in tvorita zaliva; na severozahodu zaliv Sv. Andrija, na jugovzhodu otoka pa zaliv Kranje. Otok je delno, predvsem na severovzhodu pokrit z borovim gozdom. Jugozahodna obala se strmo spušča v morje, na položnejši severovzhodnih obali pa so majhni zalivi s peščenimi plažami.
Na otoku je samo eno naselje – Vrgada, ki leži na severovzhodni obali otoka v zalivčku Luka in je administrativno vključeno v občino Pakoštane. 
Zaliv Sv. Andrija je plitev, v dnu zaliva je morje globoko 0,5 metra. Na plitvine pred vplutjem v zaliv opozarja drog z oznakami. Pristati je možno ob štirih manjših pomolih, kjer pa morje nikjer ne preseže globine 1,7 metra. Zaliv je odprt severnim vetrovom.
Zaliv Kranje je nenaseljen zaliv s plačljivimi bojami za privez. Globina morja v zalivu je do 6 metrov. Pred zalivom sta med Vrgado in otočkom Murvenjak dve ribogojnici. Zaliv je odprt južnim vetrovom.

## Prebivalstvo
Na otoku je leta 1981 stalno živelo 311 prebivalcev, danes 249 prebivalcev. 

## Gospodarstvo
Prebivalci se ukvarjajo s kmetijstvom in ribolovom. Manjši del otoka kmetijsko obdelujejo, pri čemer nekdanje nasade oljk in vinograde preraščajo borovi gozdovi in makija. Oljčni nasadi se ohranjajo zgolj za potrebe prebivalstva, je pa prisotna vzgoja zelenjave za lastne potrebe v območju, imenovanem Povoda. Poleg tradicionalnih mediteranskih kultur pridelujejo tudi starinske vrste zelenjave, kot so blitva, čičerika, listnati ohrovt. Za pašnjo ovc koristijo tudi sosednje otočke: Murvenjak, Gira, Oblik in Šipnata.
Prebivalstvo se ukvarja tudi z ribištvom, pomorstvom in občasno s solinarstvom. V zadnjem času pa je prisotna tudi turistična dejavnost. Delovno sposobni prebivalci se selijo v sosednja mesta, kar povzroča proces staranja prebivalstva. Na otok se vračajo sezonsko ali kot upokojenci.

## Zgodovina
Vrgado omenja v starih listinah bizantinski cesar Konstantin Porfirogenet že v 10. stol. pod imenom Loumbrikaton. Na griču nad naseljem so ruševine zidu kvadratnega stolpa, ki so verjetno ostanek antične in kasneje zgodnje srednjeveške utrdbe. Lokalno se ta predel imenuje Gradina.

## Znane osebnosti
Znani otočani:
- Blaž Jurišić (1891 do 1974), hrvaški jezikoslovec in dialektolog, avtor prvega hrvaškega narečnega slovarja
- Denis Latin (1966), hrvaški novinar in urednik